# Kongsøya
Kongsøya (dt. „Königsinsel“) ist die größte der drei Hauptinseln des König-Karl-Landes im östlichen Bereich von Spitzbergen. Ihre Größe beträgt 191 km², ihre Höhe bis zu 320 m über dem Meer. Der höchste Berg ist der Retziusfjellet im Westen der Insel. Nur wenig niedriger (304 m) ist der Hårfagrehaugen am Kap Koburg. Kongsøya steht unter norwegischer Verwaltung.

## Geschichte
Während einer Expedition 1890, geleitet von dem deutschen Zoologen Willy Kükenthal, benannte dieser die Insel nach der thüringischen Stadt Jena. Kükenthal hatte in Jena studiert und hier 1884 promoviert. 1897 wurde die Insel von einer englischen Expedition unter Leitung von Arnold Pike besucht und ein Jahr später, 1898, von der deutschen Helgolandexpedition unter Leitung der Zoologen Fritz Römer und Fritz Schaudinn, die von Theodor Lerner organisiert worden war. 1899 wurde die Boje, die Salomon August Andrée und seine beiden Begleiter bei ihrer (gescheiterten) Ballon-Expedition 1897 über dem Nordpol abwerfen wollten, an der Nordküste der Insel gefunden.
1925 benannten die Norweger die Insel in Kongsøya um. Weitere Namen und Schreibweisen für die Insel sind Bjorneoen, Bjørneøen, Gilesoen, Gilesøen, Gillisland, Jena Insel, King Charles Island, Kong Karl-Land, Kongsoya, Kongsøya, Kung Karls O und Kung Karls Ö.
Seit 1973 ist die gesamte Inselgruppe Teil des Nordost-Svalbard-Naturreservats.